# Konie (województwo mazowieckie)
Konie – wieś sołecka w Polsce położona w województwie mazowieckim, w powiecie grójeckim, w gminie Pniewy.
Wieś szlachecka Kunie położona była w drugiej połowie XVI wieku w powiecie tarczyńskim ziemi warszawskiej województwa mazowieckiego. Do 1954 roku istniała gmina Konie. W latach 1975–1998 miejscowość administracyjnie należała do województwa radomskiego.
Przez miejscowość przebiega droga krajowa DK50.
W miejscowości znajduje się Ochotnicza Straż Pożarna Konie.
W latach 1975–1998 miejscowość administracyjnie należała do województwa radomskiego.      